# 성장경
성장경(1972년~)은 대한민국의 언론인이다. 1995년 MBC에 입사하여 기자로 활동하다 2018년부터 2020년까지 MBC 뉴스외전 앵커, 2021년에는 MBC 스트레이트 앵커를 역임하였다. 2022년부터 2024년까지는 MBC 뉴스데스크 평일 메인 앵커로 활동하였다.

## 학력
- 해운대고등학교
- 연세대학교 신문방송학과 학사

## 경력
- 시사매거진 2580 CP
- MBC 보도국 사회1부장
- MBC 보도국 탐사기획팀장
- MBC 보도국 주간뉴스팀장
- MBC 보도국앵커
- MBC 보도본부 통합뉴스룸 사회에디터
- MBC 보도본부 통합뉴스룸 탐사기획에디터
- MBC 보도본부 스포츠국 국장

## 활동

### TV 방송
- MBC 《시사매거진 2580》
- 2018년 9월 10일~2020년 4월 10일 MBC 《2시 뉴스외전》진행
- MBC 선택 2020 - 3부 메인진행
- 2021년 2월 21일~2021년 8월 29일 MBC 《탐사기획 스트레이트》진행
- 2022년 2월 28일~2024년 5월 17일 MBC《MBC 뉴스데스크 - 평일》앵커
- 2024년 11월 12일~현재 MBC《MBC 100분 토론》진행